# Ludwig Edinger

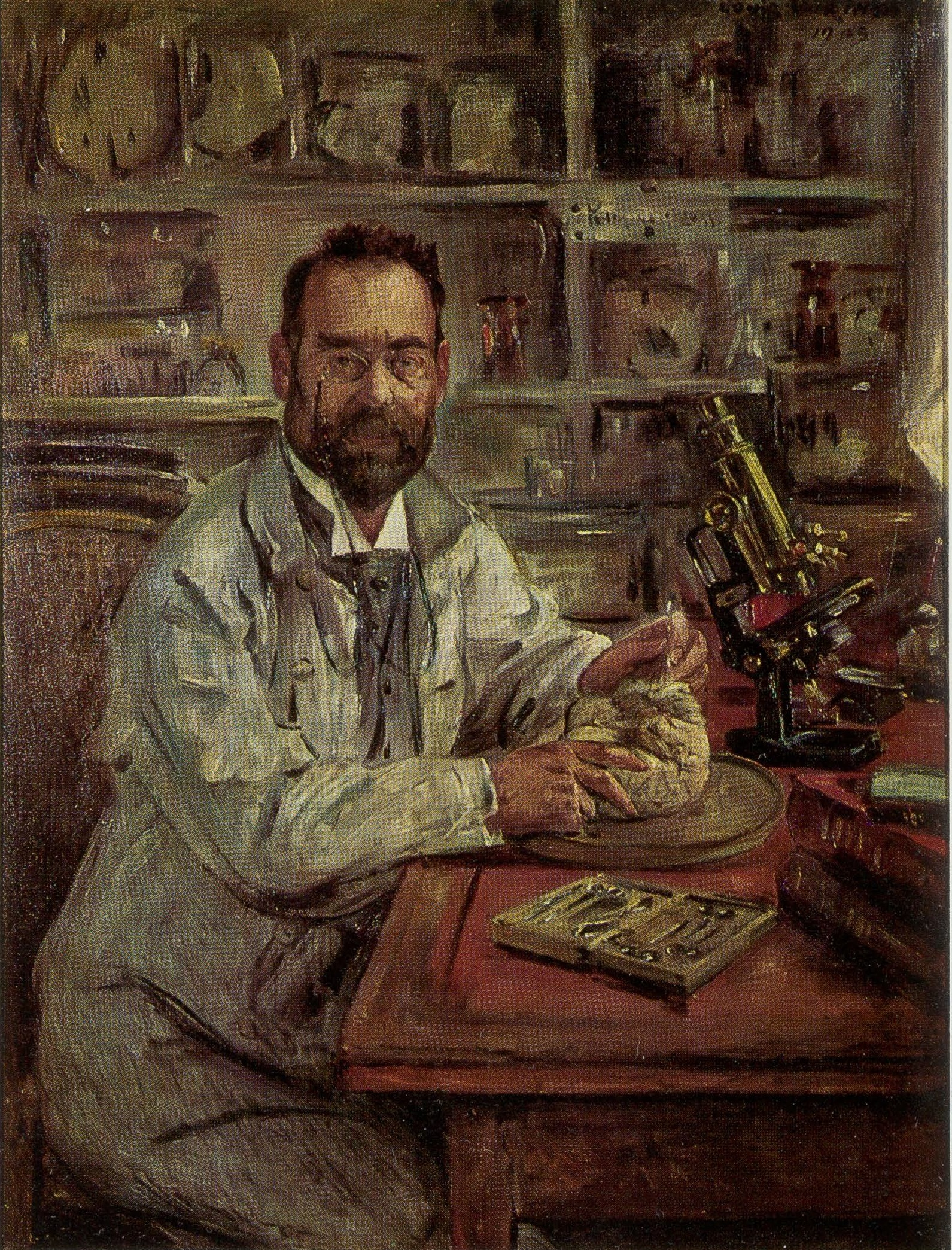
Ludwig Edinger. Porträtt av Lovis Corinth 1909.

Ludwig Edinger, född 13 april 1855 i Worms, storhertigdömet Hessen, död 26 januari 1918 i Frankfurt am Main, var en tysk anatom och neurolog.
Edinger blev medicine doktor 1876, senare docent vid den medicinska kliniken i Giessen och direktör för Johann Christian Senckenbergs neurologiska institut i Frankfurt am Main 1883. Han genomförde flera värdefulla undersökningar av uppbyggnaden av det centrala nervsystemet hos ryggradsdjuren. Han visade även, genom undersökning av färgreaktionerna på magsäckens slemhinna, att bristen på saltsyra inte var ett säkert tecken på magcancer.
Edingers viktigaste arbeten är Beiträge zu vergleichenden Anatomie des Gehirns (1887-98), Vorlesungen über den Bau der nervosen Zentralorgane des Mensch und der Tiere  (sjunde upplagan 1904), Aufsätze über Nervenendigungen und solche über die Magen- und Darmschleimhaut (i "Archive für mikroskopische Anatomie", 1887-89).